# Jean Garnier-Bodéléac
Pour les articles homonymes, voir Jean Garnier et Garnier.
Jean Garnier-Bodéléac, né le 24 décembre 1819 à Quintin (Côtes-du-Nord) et mort le 27 décembre 1892 dans la même ville, est un homme politique français.

## Biographie
Né le 24 décembre 1819, Jean Garnier-Bodéléac est le fils de Jean-Marie et de Françoise Glais de Villeblanche. 
Propriétaire à Quintin, il devient maire de la ville et conseiller d'arrondissement en 1871. Il siège alors aux côtés des monarchistes. Bonapartiste, il se présente aux élections législatives du 14 octobre 1877 sous les couleurs des conservateurs, soutenu par le maréchal de Mac-Mahon. Il remporte la première circonscription de Saint-Brieuc face au député sortant, le républicain Louis Armez. Siégeant au sein du groupe de l'Appel au peuple, il s'associe dès le début de lé législature aux votes monarchistes. Constatant des manœuvres frauduleuses, le bureau de la Chambre invalida l'élection et un second scrutin eu lieu le 3 mars 1878, qui se révèle défavorable au quintinais qui est battu par Louis Armez. En 1881, il perd son siège de maire de Quintin au profit du républicain Philippe Ambroise avant de le retrouver l'année suivante. Candidat sur la liste d'Union des droites en 1885, liste qui regroupe des bonapartistes, des légitimistes et des conservateurs, il est élu député avec 70 543 voix. Il siège alors à droite.
En 1889, il ne se représente pas et Louis Armez est réélu.
Il meurt dans sa maison le 27 décembre 1892 à l'âge de 73 ans. Sans enfants, ses biens, nombreux dans le pays de Quintin, sont partagés entre ses neveux et nièces : c'est ainsi que le château du Rumain en Cohiniac passe aux mains d'une branche de la famille Le Pomellec, famille d'armateurs de Binic, et qui donne à la commune trois maires entre 1904 et 2001. Garnier-Bodéléac est également le beau-frère de Jean-Baptiste Veillet-Dufrêche.

## Sources
- « Jean Garnier-Bodéléac », dans Adolphe Robert et Gaston Cougny, Dictionnaire des parlementaires français, Edgar Bourloton, 1889-1891 [détail de l’édition]